# Maestro Bartolomé

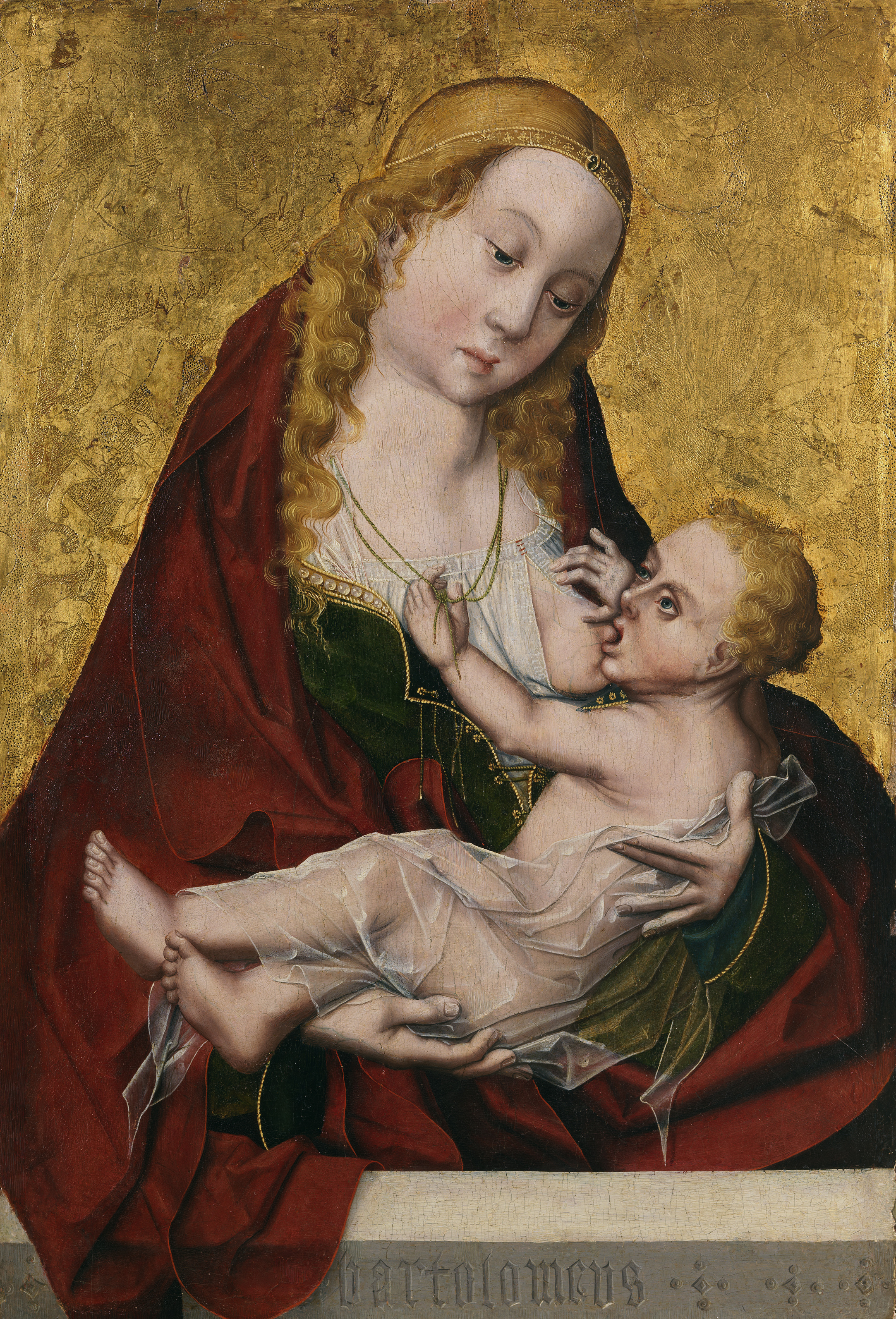
Virgen de la Leche, «bartolomeus», técnica mixta sobre tabla, 53 x 35 cm, Madrid, Museo del Prado.

Maestro Bartolomé es el nombre convencional que recibe un pintor gótico español de estilo hispano flamenco activo en el último cuarto del siglo XV, colaborador de Fernando Gallego en el primitivo retablo mayor de la catedral de Ciudad Rodrigo.

## Obra
Del antiguo retablo mayor de la catedral de Ciudad Rodrigo se conservan veintiséis tablas en la University of Arizona Museum of Art de Tucson. El mismo origen podría tener el Descenso al Limbo de la colección Masaveu, conservado en el Museo de Bellas Artes de Asturias, no siendo posible determinar el número de las que se perdieron. El proyecto de investigación iniciado en 2003 por iniciativa del Meadows Museum, y el estudio técnico hecho con las más avanzadas técnicas a raíz de la restauración de las tablas de Tucson, permitieron confirmar la intervención de dos maestros principales diferentes con sus respectivos talleres, identificados tradicionalmente con Fernando Gallego y el que se conocía como Maestro de las Armaduras, a quien Pilar Silva Maroto, siguiendo a José Gudiol Ricart, propuso identificar con el autor de la tabla de la Virgen de la Leche del Museo del Prado, firmada «bartolomeus».
Al Maestro Bartolomé y su taller, en concreto, se le asignan de las tablas de Tucson la Creación del Mundo, Creación de Eva, Cristo entre los doctores, las Tentaciones de Jesús, la Transfiguración, Cristo en casa de Simón, Entrada en Jerusalén, Última Cena, el Camino del Calvario, la Crucifixión, la Deposición y la Resurrección. También le correspondería la tabla de la colección Masaveu. La Virgen de la Leche del Museo del Prado, única obra firmada, sirve de punto de partida para establecer la característica tipología del pintor en la ejecución de los rostros infantiles y femeninos y, a partir de ellos, se ha podido determinar también su modo de componer los rostros masculinos, en los que se encuentran semejanzas con los de Fernando Gallego. La utilización de estampas del Liber Chronicarum de Hartmann Schedel en la Creación del cosmos —o el Caos—, la Creación de Eva y las Tentaciones, obligan a retrasar su realización a una fecha posterior a julio de 1493, cuando se habría procedido a remodelar el retablo, cuya pintura en su conjunto se data entre 1480 y 1488. La generalizada utilización de estampas de Martín Schongauer como fuente de inspiración es otra característica que distinguiría al Maestro Bartolomé de Fernando Gallego, cuyos talleres volvieron a trabajar juntos en el retablo mayor de la iglesia de Santa María la Mayor de Trujillo, pintado después de 1490.